# Hybride producteur direct
 (août 2013).
Pour les articles homonymes, voir HPD.
Le nom d'hybrides producteurs directs (HPD) correspond à une notion ampélographique. 
Les croisements évoqués ici concernent les familles de cépages - de cuve comme de table - créés par croisement entre la vigne européenne (Vitis vinifera) et vignes américaines (Vitis labrusca, Vitis riparia, Vitis rupestris…), voire Vitis amurensis. Cette notion a été abolie par Volker Jörger.

## Explications
La notion d’hybrides a été révisée par l'ordonnance sur la vigne au conseil de l'Europe. Est hybride uniquement les plants issu de la F1 de ces différentes vignes, c'est-à-dire une génétique de 50 / 50 avec les parents de deux espèces. Les sortes viticoles actuelles appelées nouvellement Piwi, c'est-à-dire largement résistants aux maladies cryptogamiques tels l'oïdium et le mildiou, ont un génome de Vitis vinifera de plus de 97 % et ont une anatomie totalement identique aux cépages traditionnels connus et de ce fait ces sortes ont trouvé une entrée dans l'ampélographie moderne et le terme d'hybride a été aboli.
Ces sortes Piwi ont le grand avantage d'avoir toutes les propriétés gustatives et viticoles des cépages traditionnels, mais en plus, par sélection mendelienne, elles sont largement résistantes et de ce fait ne nécessitent pratiquement aucun traitement phytosanitaire, ou, uniquement par des années avec une météo extrême, et là nécessitent 1 ou 2 traitements avec des produits acceptés par la charte des vins Bio.
L'Union européenne demande à chaque domaine de production agricole de démontrer un chemin à suivre pour minimiser l'utilisation énergétique et l'apport de pesticides et d'engrais. Dans le domaine de la vigne les institutions de recherche d'Italie du nord, de Hongrie, d'Autriche, d'Allemagne, de Suisse, d'Espagne et aussi de France, ne voient aucune autre solution que de multiplier les efforts de sélection de cépages PIWI pour permettre d'accomplir les lignes directrices de l'Union européenne.
 (octobre 2019).
Améliorez-le ou discutez des points à vérifier. 
Ainsi un groupe de collaboration à ce niveau a été créé et a démarré ses travaux. Le but est de trouver d'ici 3 - 5 ans des alternatives à chaque cépage traditionnel, ce qui réunirait la continuité gustative des vins, mais un gain en résistance de ces nouveaux cépages.
Il est à noter que ces nouveaux cépages doivent confirmer leurs propriétés de résistance et on distingue des cépages hautement résistants, moyennement résistants et faiblement résistants.
Au XIXe siècle une partie des professionnels ont vu dans les hybrides une solution aux problèmes posés par le phylloxéra (mais aussi par d'autres maladies). Les porteurs directs n'ont aucun intérêt pour la viticulture et furent finalement rejetés au profit de la technique du greffage. Les hybrides de 1re génération sont considérés comme peu aptes à produire des vins de qualité, En Europe, une réglementation, fortement inspirée de celle existant en France, a contribué à cette évolution par des mesures incitatives ou même contraignantes, certains cépages étant par exemple tout simplement interdits: dans cette zone géographique, hormis en Armagnac, les HBD occupent aujourd'hui une place marginale.
Cette situation a beaucoup évolué dans le monde viticole. La première génération de résultats de croisement, tels les americanos ne peuvent pas donner des vins de qualité, c'est exact, ils ont tous une note trop prononcée de renard en rut (foxtone en anglais), mais déjà les cépages de 2e génération comme le Léon Millot ou le Maréchal Foch montrent une bonne résistance et d'excellentes propriétés gustatives. La 3e génération comme le Seyval ou Chambourcin etc. ont mérité d'être plantés, car maints domaines ont su produire d'excellents vins à partir de ce type de cépages.
Aujourd'hui, sur la base des croisements des années 1970 réalisés en Allemagne, en Hongrie, en Autriche, de Suisse et en Italie du nord, nous avons une large palette de cépages de 4e génération qui permettent une production viticole qui est bien tolérée par le consommateur. Dans les dégustations à l'aveugle, ni le public ni les professionnels ne peuvent distinguer les vins issus de cépages Piwi ou de cépages traditionnels.
L'intérêt contemporain pour le développement durable et la diminution des intrants (herbicides, fongicides...), mais aussi le développement de la viticulture dans des zones géographiques nouvelles (nordiques ou tropicales) ont redonné à certains de ces cépages ou du moins à leurs versions modernisées, une nouvelle actualité. On use alors plus volontiers d’expressions comme « nouveaux cépages » ou Piwi. Les cépages produits depuis les années 1950 à aujourd'hui ne se nomment plus hybrides.

## Historique
La création d'hybrides producteurs directs fut d'abord pensée puis initiée par des viticulteurs américains désireux d'allier la qualité du vin issu de cépages européen avec la robustesse des vignes américaines (les tentatives d'implantation de V. vinifera sur leur continent ayant régulièrement échoué). Le cépage Delaware était ainsi bien implanté dans les années 1850. Ce n'est que dans un deuxième temps que les Européens - essentiellement des Français- s'attachèrent à leur développement ; dans la sphère anglophone on parle d'ailleurs de French Hybrids ou de French-American Hybrids.
Au XIXe siècle, plusieurs maladies de la vigne furent importées du continent américain. Le phylloxéra qui arriva en Europe vers 1865-1885, est la plus connue ; l'oïdium, le mildiou et le black rot eurent également alors un impact important. Le dépérissement des vignes a conduit la viticulture à rechercher des solutions. Or, les cépages américains résistaient bien à ces maladies avec lesquelles ils avaient coévolué. On fut tenté de les vinifier, mais les vins obtenus étaient trop différents des vins habituels, avec des goûts foxés (très herbacés, arôme très puissant et peu agréable).
Pendant cette époque, une évolution semblable que dans le nouveau monde a eu lieu en Russie du XIXe siècle. Là au lieu de croiser avec des espèces américaines ils le firent avec des espèces asiatiques. Ils firent les essais surtout avec Vitis amurensis dans le but de permettre d'insérer les propriétés de résistance au froid hivernal dans les vignes et cépages européens qui proviennent en fait des berges du Tigre et de l'Euphrate en Asie mineure.
Le débat sur les hybrides producteurs directs ne fut pas seulement gouverné par des arguments d'ordre scientifique, botanique, œnologique ; il fut aussi sous la dépendance de déterminants sociaux-économiques : la paysannerie et les petits exploitants étaient attachés aux hybrides, alors que la tradition bourgeoise privilégiait les grands crus.
Les premiers hybrides producteurs directs, s'ils furent progressivement délaissés en France et dans les grands vignobles européens, donnèrent toutefois naissance à d'autres cultivars largement utilisés sur la côte est des États-Unis et au Canada.
En 1929, une enquête estimait la surface plantée en hybrides producteurs directs à presque 15 % du vignoble français.
En 2005 un auteur américain faisait remarquer que le rôle des hybrides producteurs directs dans la viticulture européenne n'avait jamais été correctement décrit par les historiens. Ceci est tout à fait vrai, car dans le milieu scientifique viticole français, les cépages traditionnels ont été érigés en maîtres et toute modification, même positive, de ces cépages traditionnels était considérée comme une hérésie. Ainsi on pouvait constater que la France ampélographique s'est retirée dans un cocon et a combattu seule l'évolution des nouveaux cépages.

## Les hybrides
Le croisement des vignes européennes, américaines et asiatiques étant fertile, des hybridations multiples ont eu lieu. Certaines ont donné des porte-greffes destinés à porter des greffons de Vitis vinifera.
Les hybrides producteurs directs sont des croisements destinés à travailler la vigne comme avant le phylloxera : pas de greffe et multiplication par simple bouturage, cette technique a été rejetée déjà vers 1870, donc là il s'agit d'une technique antique que la science a laissée de côté, car impropre[réf. nécessaire] à la production viticole.
À l'état naturel, la vigne s'hybride très facilement, ce qui peut être un désavantage pour les viticulteurs cherchant à garantir une stabilité et une uniformité de leur production, mais qui est aussi un avantage pour ceux, comme les pépiniéristes, qui recherchent à développer des variétés nouvelles. Tandis que la variabilité sera évitée par la multiplication végétative, par bouturage, le développement de nouvelles variétés passera par des semis. D'ailleurs, certains des cépages dits américains utilisés au XIXe siècle, soit comme porte-greffe soit comme producteurs directs, étaient en fait déjà des hybrides (ce que l'on ignorait alors). L'Alexander, le Catawba et l'Isabella sont par exemple le fruit d'hybridation naturelle entre variété américaine et V. vinifera, l'espèce européenne. Les HPD sont des hybrides inter-spécifiques. Dans le cas d'hybridation intra-spécifique on préférera parler de métis.
La création des hybrides était destinée à combiner la résistance au phylloxera avec la qualité des cépages européens. Des dizaines de passionnés ont dirigé des croisements, semé des pépins de raisin, cultivé les vignes pour produire du raisin et enfin, vinifié le raisin. Ils ont comparé les types de vins et gardé les meilleurs pour la vente de bois à repiquer. Puis, ils ont tenté de croiser des hybrides avec des cépages européens pour augmenter leur proportion. Ils ont dû renoncer à trop diluer la part génétique des cépages américains, car les produits obtenus retrouvaient la sensibilité à la maladie. Et c'est à ce moment que certains chercheurs européens ont développé des techniques de sélection de masse où de très grands nombres de pépins issus de croisements successifs sont testés dès la sortie des cotylédons avec des suspensions de spores de mildiou ou oïdium. Ainsi par exemple certains centres de recherche font pour chaque type de croisements (croisements de cépages de Vitis vinifera) 15 000 plantons. Sur ces 15 000, il est probable que 300 montrent une certaine résistance aux maladies cryptogamiques. Sur les 300 retenus seuls 3 - 5 montrent un intérêt viticole suffisant pour persévérer. Ceci est le travail gigantesque de la sélection.
Les premiers hybrideurs européens ont assez vite cessé de recourir à Vitis labrusca à cause du goût très prononcé des vins produits. Ils ont utilisé V. riparia, V. rupestris et V. aestivalis var. lincecumii.

### Processus de création

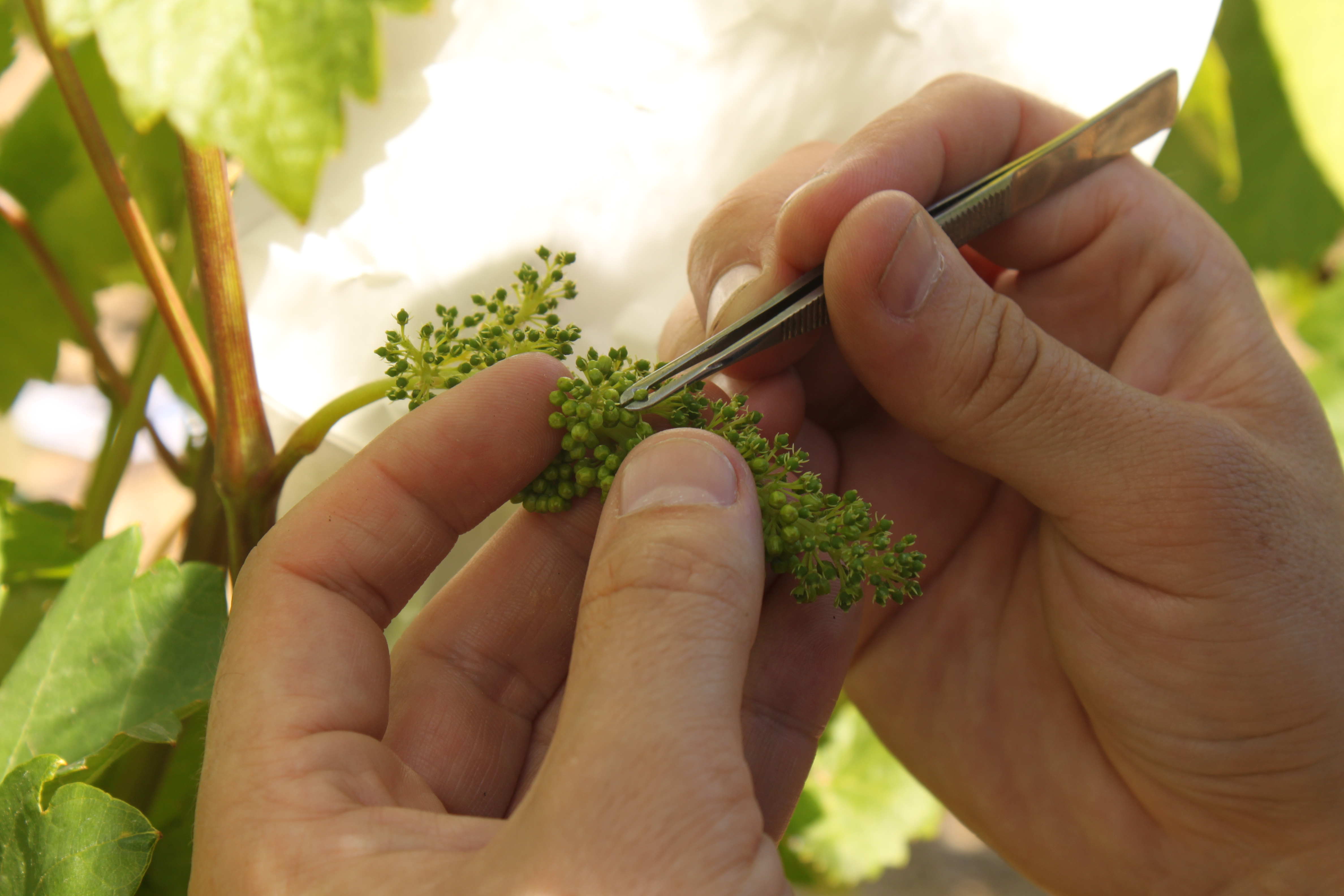
Croisement dirigé : castration de toutes les fleurs d'une grappe de vigne de la variété mère avant de déposer du pollen de la variété père.

Les fleurs d'une variété déterminée sont fécondées, naturellement ou artificiellement, par le pollen des fleurs d'une autre variété. Du fruit de cette fleur les pépins sont récoltés puis plantés, pour développer une nouvelle variété qui à l'examen s'avèrera intéressante ou non.
Le nom de la lignée femelle est citée avant celui de la lignée mâle.
Pour pouvoir être cultivée en France, une nouvelle variété doit préalablement obtenir son inscription au catalogue officiel des espèces et variétés cultivées ce qui est un processus très long. Enfin, la variété devra encore se soumettre à la réglementation des appellations d'origine. Ceci est très vrai pour les années avant 1999. Après cette date, ce n'est plus le pays, mais l'Union européenne qui certifie les nouveaux cépages et chaque centre de recherche soumet les dossiers aux commissions d'homologation. En principe ces nouveaux cépages peuvent être plantés partout, mais la France s'est opposée à cette méthode de faire en empêchant ces cépages par le biais des AOC qui demandent certains cépages traditionnels spécifiques. L'Italie a procédé de la même manière, mais là certains producteurs ont opté pour produire sans DOC, simplement des vins de table et ont obtenu malgré ce handicap de meilleures notes par les commissions de dégustations et les guides œnologiques.

### Hybrideurs
Des dizaines de milliers d'essais ont été réalisés, conduisant à l'homologation de certains cépages. Quelques hybrideurs ont laissé leur nom dans l'histoire : Eugène Contassot, Albert Seibel, Georges Couderc, Fernand Gaillard, François Baco et Maurice Baco, Eugène Kuhlmann, Pierre Castel et Chrétien Oberlin. Il faut y adjoindre Bertille Seyve-Villard, Joannes Seyve, Jean François Ravat, Joanny Burdin, Jean-Louis Vidal, Alfred Galibert, Pierre Landot et Eugen Rudelin. Il faut aussi citer André Perbos qui exerça des responsabilités dans la Revue des Hybrides franco-américains, porte-greffes et producteurs directs qui avait été fondée par Paul Gouy.
En Italie il y eut Clemente Grimaldi (it). La liste des sélectionneurs germaniques, suisses et autrichiens est trop longue pour en faire état ici.
En 2006, à l'Université Cornell, Bruce Reisch a récemment mis au point trois hybrides, le Corot noir (en), le Valvin muscat (en) et le Noiret.
Loren Stover et John Mortenson ont mis au point des variétés de table mais aussi de cuve dites bunch grapes supportant le climat humide et chaud de Floride (notamment Blue Lake, Daytona, Suwannee, Blanc Du Bois, Lake Emerald).
Aux États-Unis, Elmer Swenson est réputé pour la création de cépages hybrides tolérants au froid.

### Un goûtfoxé?
Les vins issus de cépages ayant une parenté avec le Labrusca ont été discrédités, notamment en France, pays qui longtemps a donné le ton, pour leur goût dit foxé, ou renardé (de fox le renard en anglais). L'origine étymologique de ce terme est incertaine : chez les colons d’Amérique, l'expression fox grape désignait peut-être seulement les raisins issus des vignes sauvages sans dénoter un goût en particulier. Si elle a eu le sens attesté de raisins qui intoxiquent, elle ne disait rien de l'arôme. On a pu aussi y trouver une déformation du français faux (les huguenots émigrés au Nouveau Monde ayant eu une activité viticole). Certains[Qui ?] ont vu à la feuille de Labrusca une forme de patte de renard. On a encore cherché à trouver l'explication dans la couleur de la feuille, proche de celle du pelage de l'animal… Aucune des raisons avancées n'explique pourquoi le goût et l’arôme eux-mêmes se rapportent au renard : les auteurs en sont arrivés à conclure que chacun était libre d'adopter l'explication qui lui convenait le mieux[réf. nécessaire].
Cet arôme foxé se décrit par des analogies avec le cassis et la fraise des bois écrasée. C'est une molécule d'anthranilate de méthyle qui donne ce goût foxé typique des vins d'hybrides de la côte est des États-Unis. Jules Émile Planchon lui-même traduisait foxy par « ayant le goût de cassis ». Ainsi, le Seyval et le Baco (autorisés en France), et le Saint-Laurent, (non autorisé en France), sont aujourd'hui cultivés aux États-Unis et au Canada où ils produisent des vins appréciés des consommateurs locaux.
En Charentes, l'Othello et le Noah étaient appréciés notamment du fait du goût foxé qu'ils apportaient au pineau.
Les vins produits à partir de Baco noir, cépage issu de riparia et non de labrusca, se sont aussi heurté à une critique négative. Un auteur américain avance que le goût particulier des vins issus de ce cépage n'entrait pas dans la grille interprétative des dégustateurs de l'époque : faute notamment de pouvoir leur assigner un terroir, ils furent enclins à les considérer comme des vins de qualité médiocre. Il faut dire qu'en effet, les raisins issus d'hybride producteur direct ont tous les mêmes arômes forcés et ne permettent aucune expression de typicité du terroir. Or, c'est cette typicité d'un terroir (et non d'un cépage) qui est recherchée par les amateurs de vins de qualité.

## Réglementation
Dans les années 1930, face à des scandales de vins frelatés[réf. nécessaire] avec de l'alcool toxique, des analyses ont permis de constater la présence d'une quantité significative de méthanol dans les vins issus de cépages américains. Dans une période de crise vitivinicole - et avec en mémoire la Révolte des vignerons du Languedoc en 1907 - différentes lois (1er janvier 1930, du 4 juillet 1931 - première grande loi amorçant le Statut viticole qui entérine l’interventionnisme de l’État - et du 8 juillet 1933) tentent de réguler la profession.
Ce mouvement de réglementation en matière viti-vinicole doit également être considéré plus largement, puis qu’à la même époque est créé un « registre des plantes sélectionnées » (décret du 5 décembre 1922).
La loi du 22 juillet 1927, dite Loi Capus-Bender, qui venait modifier la loi du 6 mai 1919 sur les appellations, avait introduit la notion d'encépagement, en stipulant déjà en son article 3 : « Les vins provenant des hybrides producteurs directs n'ont, en aucun cas, droit à une appellation d'origine ». Cette loi était cependant facultative.
La loi du 4 août 1929 - publiée le 6 -, interdit la chaptalisation des moûts ou vendanges d'hybrides plantés postérieurement à sa promulgation (le sucrage restant autorisé aux cépages traditionnels).
Aujourd'hui la législation de chaque pays est règlementé par la législation européenne. Ces lois sont historiques, mais elles ne sont en grande partie plus en vigueur. Dans un contexte de surproduction, en France, mais aussi en Algérie, est votée la loi du 24 décembre 1934 qui pose, en son article 5 : « il est interdit d’offrir en vente et de vendre sur le marché intérieur, ainsi que d’acheter, transporter ou de planter des cépages dont la liste, déterminée par régions viticoles, sera donnée par des décrets pris en Conseil des Ministres au plus tard un mois après la promulgation de la présente loi et après avis d’une commission ». La commission rendra ses conclusions en janvier, et conséquemment, le 15 janvier 1935 (publié le 18), le Conseil des Ministres donne une liste de six cépages soumis à ces interdictions, tous des hybrides producteurs directs : il s'agit du Noah, du Clinton, de l'Isabelle, de l'Herbemont, de l'Othello et du Jacquez. La détention de ces plants restait permise s'ils avaient été plantés avant l'adoption de la loi.
La loi de 1934 stipulait par ailleurs en son article 5 : « La liste des cépages interdits, sera révisée tous les trois ans, après examen des résultats obtenus dans des champs d’expérience contrôlés par les services du Ministère de l’Agriculture ». Or on ne trouve à ce jour aucune trace de révision de cette liste. L'expression d'hybride producteur direct ne figure pas dans la loi de 1934.
Dans les années 1930, la Roumanie est à la pointe dans un mouvement hostile aux HPD au sein de l'Office International du Vin (OIV). En 1929, par décret, le gouvernement allemand avait interdit la plantation d'hybrides producteurs directs. À compter de 1930 le vin issu de cépages HPD ne pouvait plus être assemblé avec celui d'autres cépages. Enfin à partir de septembre 1933, la vente de vin issu de HPD fut interdite. Mais dans les faits, les centres de recherche ont continué de mener à bien la recherche ampélographique en Allemagne, l'Autriche etc. malgré la position prise au sein de l'UIV.
En Yougoslavie, une loi du 9 décembre 1929 interdit et la plantation d'HPD et la vente des vins qui en seraient issus. En Italie, les cépages HPD furent interdits en mars 1931. La loi IX en 1924 en Hongrie interdit la vente de vin issus d'hybrides producteurs directs.
Pendant la Seconde Guerre mondiale, l'article 313 du Code du Vin avait été suspendues (jusqu'au Ier septembre 1949).
Le décret No 51-957 du 21 juillet 1951 interdit la plantation d'hybrides dans les vignobles d’appellation.
Le décret du 30 septembre 1953, relatif à l'organisation et l'assainissement du marché du vin et à l'orientation de la production viticole, prescrit la suppression complète des cépages prohibés et donne la possibilité d'étendre la liste de ces derniers. Aucun vin de ces cépages prohibés ne devait plus être commercialisé pour la consommation humaine, et les vignes, obligatoirement arrachées avant le 1er décembre 1956.
En 1953 la surface plantée avec ces nouveaux cépages était supérieure à celle existant au moment de l'adoption de la loi d'interdiction de 1934. Une prime de 1 500 francs par hectare arraché fut offerte. Trois ans après, 70 % de la surface existant en 1953 étant encore sur pied, c'est une amende et des peines de prison qui sont imposées. En décembre 1963 la surface se montait encore à 17 837 hectares : en 1964 une loi imposait la distillation des vins issus de ces cépages, les viticulteurs âgés de plus de 65 ans bénéficiant d'exemptions. Dans le Var, en 1961, on notait l'existence de près de 20 % d'hybrides et de cépages prohibés.
Dans les années 1950, face à la crise (excédent de production), les cépages hybrides producteurs directs ont été classés « autorisés » en France. Leur plantation est possible, mais avec amputation de 30 % des droits de plantation. Les plantations ont cessé et le vignoble s'est réduit au fur et à mesure du vieillissement des parcelles et de leur replantation en cépages européens greffés.
Le Baco 22, le Baco blanc, croisement de Folle blanche et Noah, est le seul cépage moderne autorisé en zone d’Appellation d’Origine Contrôlée. Il sert exclusivement à produire de l’Armagnac (ce cépage y représente environ 35 % de l'encépagement, soit en 2004 2 103 hectares).
Suivant le décret no 87-854 du 22 octobre 1987, la présence de tout hybride sur une exploitation interdit toute revendication d’appellation d’origine (Cognac, Pineau des Charentes).
À partir de 1955, la méthode chromatographique sur papier, basée sur l'identification des anthocyanes, permet de déceler la présence de vins d'hybrides rouges dans un coupage. Les effets de cette découverte se sont surtout fait sentir dans les années 1970-1980. Plus tard sera utilisée à cet effet la chromatographie en phase gazeuse ou le HPLC (high pressure liquid chromatography).
La législation européenne concernant l'organisation commune du marché vitivinicole n'interdit que six variétés (le Noah, l' Othello, l'Isabelle, le Jacquez, le Clinton et l'Herbemont).

## Les cépages issus de nouveaux croisements
En France en 1999, le Baco blanc couvrait 2 103 ha, le Villard blanc 740 ha, le Villard noir 601 ha, le Couderc noir 305 ha et le Plantet (Seibel 5455) 208 ha. (un arrêté du 27 février 1964 a remplacé les n° par des noms). Également autorisés : le chambourcin (Joannès Seyve 26-205), et le Garonnet (18 283), le Varousset Noir, le Valérien Blanc, le Seyval blanc, le Seinoir Noir, le Rubilande Rs, le Rayon d'or Blanc, le Ravat blanc, l'Oberlin noir, le Maréchal Foch N, le Léon Millot N, le Landal N, le Florental N, le Colobel, le triomphe d'Alsace N.
En Suisse, d'abord les Cantons ont chacun émis une liste des cépages autorisés à la plantation. Chaque surface devait être homoloquée par le Canton et la Confédération pour être plantée en vigne. Mais depuis les années 1980 la situation s'est bien libéralisée et aujourd'hui il existe une liberté totale des cépages et chaque viticulteur peut faire son choix par rapport au créneau de la vente. Plus en plus les nouveaux cépages remplacent les traditionnels pour des raisons évidentes, l'excellence gustative et la résistance aux maladies cryptogamiques.
En 1997, les HPD étaient encore considérés comme les cépages les mieux adaptés aux conditions climatiques de Madagascar (Coudert 13 pour les blancs, Seyve-Villard pour les rouges).
En Hongrie, en 2001 le Zalagyongye couvrait 4 265 ha, le Kunleany 1 559 ha, le bianca 884 ha et le Medina 184 ha.
Aux Açores et à Madère, sous souveraineté portugaise, les cépages interdits se sont longtemps maintenus, justifiant une réglementation particulière de l'Union européenne. Ainsi, à Madère, en 1997, les HPD couvraient 1 100 hectares, tandis que les cépages européens dits de qualité en couvraient 900.
En Roumanie, les HPD connurent une très large extension ; ce n'est qu'à partir des années 1970 que la surface en vignes greffées dépassa celle plantée en HPD ; à la suite de la chute du régime de Ceaucescu les surfaces plantées en HPD regagnèrent du terrain : en 2007,année de l'entrée du pays dans l'Union européenne, les HPH couvraient encore une surface sensiblement égale à celle couverte par les plants greffés.Les vins produits à partir de ces cépages sont surtout destinés à l'autoconsommation ; la Roumanie s'est alors engagée à arracher 30 000 ha plantés en variétés hybrides interdites.
Parmi les nouveaux cépages pouvant être cultivés non greffés on trouve notamment en blancs, le Bronner, le Merzling, l'Hélios, le Johanniter, le seyval blanc, le souvignier gris et le Solaris ; le Pinotin, le Rondo, le Cabertin, le cabernet cantor, le cerason, le Monarch, le Prior, le Rösler et le Régent en rouges.

## Réévaluation des arguments de la commission de 1935
La commission avait alors justifié ses conclusions par quatre arguments : le goût foxé des hybrides et la médiocre qualité générale des vins produits à partie d'eux, un taux de méthanol très élevé rendant ces vins toxiques, une faible résistance aux maladies et enfin une inadaptation aux terrains calcaires. Chacun de ces arguments - exposés après un seul mois de travail en période de fête - a pu être reconsidéré, notamment en tenant compte de l'évolution des techniques (Vers la même époque l'absinthe fut également accusée de toxicité, ce qui ne fut pas avéré lorsque des tests furent scientifiquement conduits bien plus tard).

## Perspectives d'avenir
Face à ce constat d'échec, la recherche sur l'hybridation n'a été maintenue que sur la création de variétés porte-greffe.
Au début du troisième millénaire, l'interdiction de certains produits phytosanitaires et les recommandations et directives toujours plus draconiennes inquiètent les viticulteurs. Ils sont confrontés à des maladies de la vigne dont la virulence tend plutôt à s'accroître. Deux écoles sont en train de s'opposer[réf. nécessaire] :
- Bio et biodynamistes réduisent leurs rendements, accentuent la concurrence de l'herbe et arrivent à un équilibre entre la plante et son milieu qui lui permet de mieux résister aux maladies cryptogamiques, avec l'aide de produits homologués par le cahier des charges bio. C'est une forme de viticulture qui correspond aux modes de production qui ont fait la gloire des appellations françaises.
- Recherche de nouveaux hybrides : les instituts de recherche, dans des pays où la règlementation est plus souple qu'en France, travaillent à la mise au point d'hybrides aux qualités organoleptiques dignes des cépages européens, avec la capacité de résistance aux maladies des cépages américains. Ce travail peut être obtenu par croisements et rétro-croisements, méthode longue, fastidieuse et sans garantie de résultats. Il peut aussi être plus rapide par l'utilisation du génie génétique et en particulier la mise au point de cépages transgéniques.

Cette voie correspond à la viticulture qui a bénéficié de quarante ans de progrès, permettant de produire tous les ans le maximum de rendement autorisé, tout en donnant un vin de qualité. (AOC génériques, vins de pays, vins de marque).
En France, l'ITV (institut technique de la vigne) voudrait pouvoir travailler dans cette direction, mais les produits susceptibles d'être mis au point n'auraient aucune chance d'être homologués avec la règlementation actuelle en vigueur. Ils souhaitent donc un assouplissement de la gestion des homologations variétales.
Au niveau européen, le décret du 29 avril 2008 organise la filière vitivinicole.
L'institut national de l'origine et de la qualité (INAO) se prononce en 2016 pour instaurer des précisions sur les termes et une réglementation sur le nom des variétés nouvelles et anciennes, et leur autorisation dans les AOC.